# مرحبا بكم في أرض الشتيين (فلم)
«مرحبا بكم في أرض الشْتِيين» (بالفرنسية: Bienvenue chez les Ch’tis) هو فِلم كوميدي فرنسي من إخراج وبطولة الممثل الهزلي دانِي بُوْن، وأيضا من بطولة الممثلان كاد مراد وزُوَيْ فَلِكس. عُرض أول مرة في صالات السينما في فرنسا في 20 شباط/فبراير 2008.
الفلم يروي مغامرات شخصية فِلِپ أٰبْران، مدير أحد مكاتب خدمة البريد في بلدية من بلديات الساحل الجنوبي الفرنسي، حيث يُنقل لمدة عامين إلى بلدية بَرْگ في منطقة مضيق كٰلَيْ الشمالي (Nord-Pas-de-Calais) في أقصى شمال فرنسا كإجراء تأديبي له.
«مرحبا بكم في أرض الشْتِيين» هو الفلم الثاني للمخرج داني بون بعد فلم «بيت السعادة» (La Maison du bonheur)، حيث لاقى نجاحا ساحقا بين أوساط الجمهور الفرنسي، ما لم يكن يتوقعه حتى مؤيّدي الفلم. وقد تجاوز عدد تذاكره ذلك الذي حظي به الفلم الكوميدي الفرنسي البريطاني "التَّجوال الكبير" (La Grande Vadrouille) من العام 1966، فأصبح بـما يقارب الـ 20,480,000 تذكرة ثاني أفضل فلم في شباك التذاكر الفرنسي بعد فلم "تايْتانِك" من العام 1997 (بفارق حوالي 280,000 تذكرة فقط).

## وصلات خارجية
- مقالات تستعمل روابط فنية بلا صلة مع ويكي بيانات